# Juan Pérez Lozano
Juan Pérez Lozano, detto Juanillo (Santaella, 18 luglio 1987), è un giocatore di calcio a 5 spagnolo.

## Carriera
Debutta nel 2003 con il Torremolinos, squadra con la quale rimane fino al 2005. Nelle stagioni 2005-06 e 2006-07 è al Rambla, e dal 2009 è al Santaella, dove rimane fino al 2014-15. Seguono due stagioni al Real Betis da dove nella stagione 2016-17 passa al CD UMA Antequera. Nella stagione 2017-18 si trasferisce al Prato con cui diventa capocannoniere di serie A2. Nel 2018-19 è al Futsal Cobà dove gioca le Final Four di Coppa Italia. Nel 2019-20 gioca con il CDM Genova e nel 2020-21 gioca con l'El Ejido FS con la quale raggiunge i play-off promozione. Nella stagione 2021-22 gioca nel Città di Mestre con il quale raggiunge il secondo posto nel girone A di Serie A2. Nella stagione 2022-23 gioca sempre nel Città di Mestre che arriva al 6º posto che porta ai playoff ed alla promozione diretta nella nuova "Serie A2 Élite" per la stagione 2023-24.

## Palmares
- capocannoniere serie A2 2017-18

- promozione in Serie A2 Élite 2022-23